# Pandora (Musikinstrument)

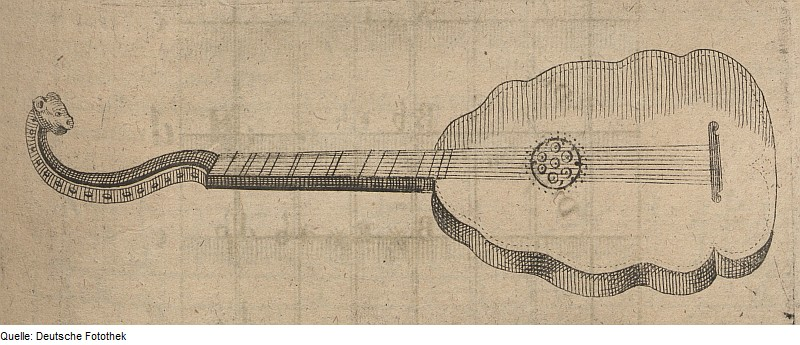
Pandora aus Utriusque cosmi von Robert Fludd

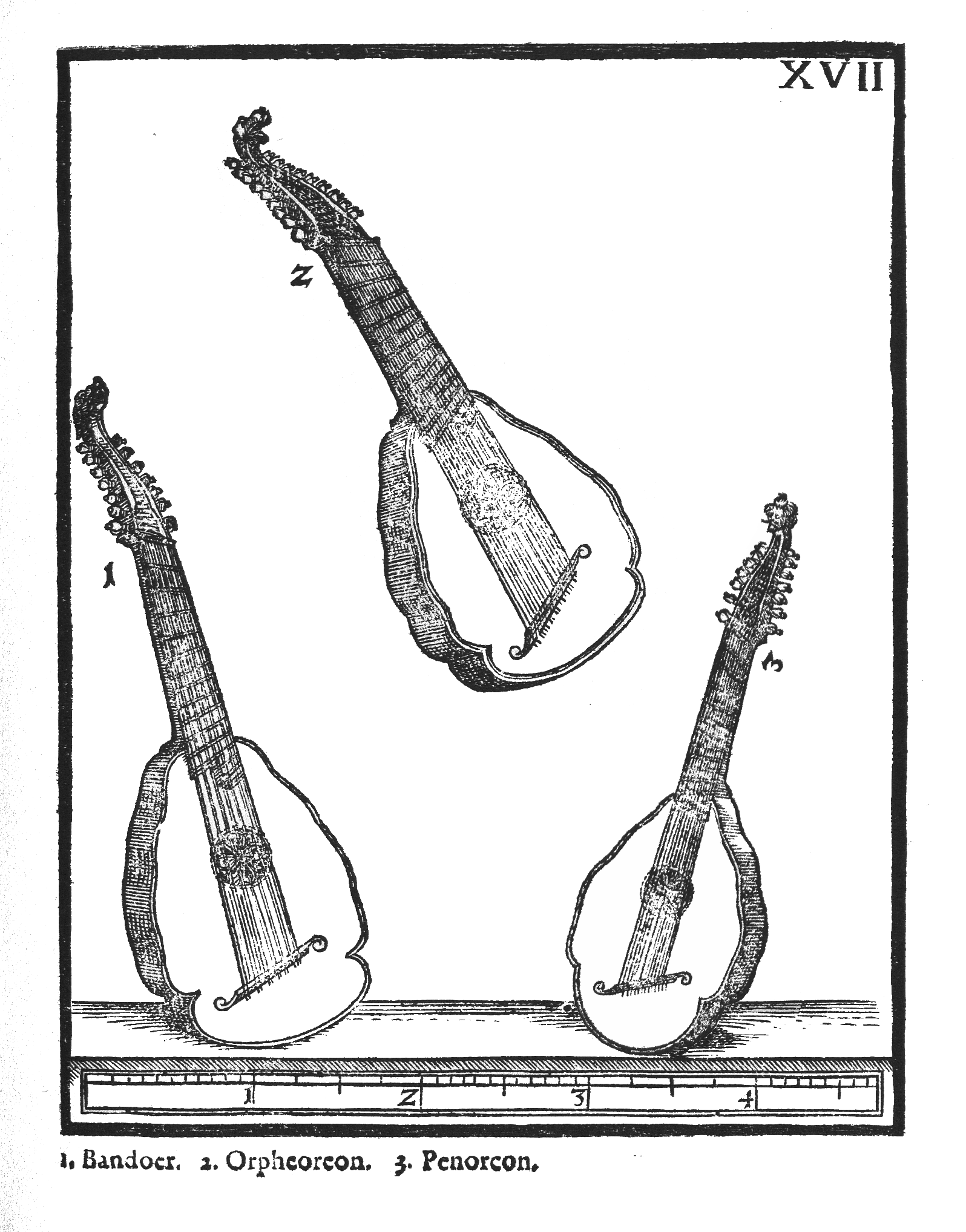
Links: „Bandoer“, Syntagma musicum, 1620

Die Pandora, auch Bandora und Bandoer, englisch bandora, bandore, pandora, französisch pandore, bandore, ist eine europäische gezupfte Kastenhalslaute aus dem 16. und 17. Jahrhundert.

## Beschreibung
Der Name Pandora ist nach dem Musikinstrumentenkundler Curt Sachs (1930) von der antiken Langhalslaute pandura abgeleitet und mit der arabischen Bezeichnung ṭunbūr verwandt, der im Orient eine Familie von Langhalslauten bezeichnet. Namensverwandt sind unter anderem die zeitgenössische europäische pandurina und die georgische panduri. Die Pandora gehört zur Cister-Familie und ist dort der größere Basstypus. Im Gegensatz zur Cister hatte die Pandora einen stark geschweiften Zargenkorpus und Querriegelsaitenbefestigung. Der Wirbelkasten war in der Regel mit einem Kopf verziert. Die Pandora gleicht im Bau dem kleineren Orpheoreon. Sie war mit Metallsaiten bespannt und wurde in der Regel 6- bis 7-chörig gebaut, doch sind auch Pandoren mit bis zu 13 Chören bekannt. Der Spieler riss die Saiten mit den Fingern an, aber er konnte sie auch mit einem Federkiel anreißen.
Dass die Pandora wegen ihrer Metallbesaitung klangspezifisch der Cister zugeordnet werden kann, unterstreicht eine zeitgenössische Aussage aus dem 17. Jahrhundert. Andreas Beyer schreibt in seiner Abhandlung Der Christliche Bergmann oder der Bergmännische Christe (Leipzig 1681): „Pandor / welches / wie nahe es mit der Zitter übereinkomme / um etwan etliche Seiten mehr habe / bekannter ist / als daß man viel Wesens davon mache“.

## Pandora als Continuoinstrument

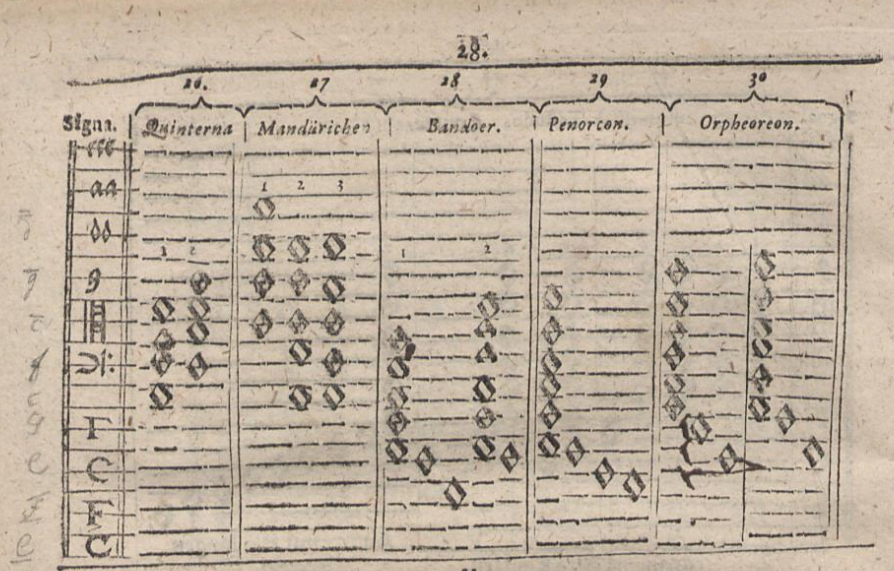
Stimmungstabelle im Syntagma Musicum

Die Pandora erlangte ihre wichtigste funktionale Bedeutung als Fundament- oder Continuoinstrument im 16. und 17. Jahrhundert. sie wurde eines der obligatorischen Instrumente im broken consort.
Michael Praetorius (1571–1621) zählte sie zu den Fundamentalinstrumenten, „weil sie zum fundament mit einer Stimm und sonsten allein darin zu singen und zu klingen gebaut werden müssen: Als die Orgel, Regal, Clavicymbel, Virginal, Laute, Harfe, Doppel-Cither, Pandor, Penarcon, und dgl.“ (1619). In seinen Choralkonzerten Polyhymnia caduceatrix et panegyrica (1619) erwähnte er mehrfach in den Besetzungsvorschlägen die Pandoren. Er legte für seine Pandoren sogar die Stimmungen fest:
- Pandora 7 Chöre G' C D G c e a und C D G c f a d'
- Penarcon 9 Chöre G' A' C D G c e a d'
- Orpheréon 8 Chöre C F G c f a d' g' und D G A d g h e' a'

Auch bei Heinrich Schütz (1585–1672) heißt es 1623 in der Vorrede zu seiner Historia von der Auferstehung Jesu Christi: „Der Evangelist kann in ein Orgelwerk, oder auch in ein Instrument Lauten / Pandor ... nach gefallen gesungen werden“, und auch Gabriel Voigtländer (17. Jahrhundert) weist im Jahre 1642 in seinem historisch wichtigen Sammelwerk Allerhand Oden und Lieder, welches auff allerley als Italienische, Französische, Englische und anderen Teutsche gute Komponisten Melodien und Arien gerichtet darauf hin, dass diese im Kreise „vornehmer Convivias und Zusammenkünften bey Clavi Cimbalen, Lauten, Tiorben, Pandorn, Violen die Gamba gantz bequemlich zu gebrauchen und zu singen“ seien.
Am Ende des 17. Jahrhunderts gehörte die Pandora zu den Continuoinstrumenten des Hamburger Opernorchesters. Noch in der ersten Hälfte des 18. Jahrhunderts gehörten zur fürstlichen Hofkapelle in Weißenfels zwei "Kammer-Pandoristen".

## England
In ihrem Heimatland England spielte die Pandora auch eine wichtige Rolle. So schrieb Anthony Holborne († 1602) eine Cittharn School (London 1597), und Thomas Morley (1557–1602) verwendete Cistern und Pandoren in seinem The first booke of consort lessons (London 1599) als Continuoinstrumente. Daniel Farrant entwickelte zu Beginn des 17. Jahrhunderts Sonderformen der Pandora und veröffentlichte ein Lehrbuch für das Instrument.